# Kamikaze (álbum de Eminem)
Kamikaze (estilizado como KAMIKAZƎ) es el décimo álbum de estudio del cantante estadounidense Eminem. El álbum fue lanzado sorpresivamente el 31 de agosto de 2018, a través de Aftermath Entertainment, Interscope Records y Shady Records.
El álbum presenta apariciones especiales de Joyner Lucas, Royce da 5'9" y Jessie Reyez, y voces no acreditadas de Justin Vernon. El álbum es producido de manera ejecutiva por Eminem y el frecuente colaborador Dr. Dre, y presenta producciones de una variedad de productores, incluyendo Mike Will Made It, Illadaproducer, Ronny J, Jeremy Miller, Boi-1da, entre otros.
Asimismo, el álbum trata temas como las críticas negativas hacia sus últimos trabajos así como referencias políticas mediante las que muestra su desacuerdo con la administración de Trump.

## Portada
La portada es una clara referencia a la portada del álbum Licensed to Ill de los Beastie Boys, álbum que marcó a Eminem cuando empezó a hacer rap.

## Lista de canciones
| Track listing for Kamikaze |                                       |                   |          |  |
| N.º                        | Título                                | Productores       | Duración |  |
| 1.                         | «The Ringer»                          | Illa da Producer  | 5:37     |  |
| 2.                         | «Greatest»                            | Mike Will Made It | 3:46     |  |
| 3.                         | «Lucky You» (featuring Joyner Lucas)  | Boi-1da           | 4:04     |  |
| 4.                         | «Paul» (Skit; de Paul Rosenberg)      | Eminem            | 0:35     |  |
| 5.                         | «Normal»                              | Swish Allnet      | 3:42     |  |
| 6.                         | «Em Calls Paul» (Skit)                | Eminem            | 0:49     |  |
| 7.                         | «Stepping Stone»                      | Eminem            | 5:09     |  |
| 8.                         | «Not Alike» (featuring Royce da 5'9") | Eminem            | 4:48     |  |
| 9.                         | «Kamikaze»                            | Eminem            | 3:36     |  |
| 10.                        | «Fall»                                | Mike Will Made It | 4:22     |  |
| 11.                        | «Nice Guy» (featuring Jessie Reyez)   | Ball              | 2:30     |  |
| 12.                        | «Good Guy» (featuring Jessie Reyez)   | Eminem            | 2:22     |  |
| 13.                        | «Venom»                               | Eminem            | 4:29     |  |